# Stirexephanes tricolor
Stirexephanes tricolor là một loài tò vò trong họ Ichneumonidae.